# Paternal (Joan Maragall)
Paternal és un poema de Joan Maragall escrit el 1893 i inclòs dins del recull "Poesies" publicat el 1895, on aquest poema figurava dins del bloc Claror.
Joan Maragall era un burgès del seu temps: freqüentava l'Ateneu Barcelonès, estiuejava a Caldetes i era un assidu del Gran Teatre del Liceu. Però al tombant de segle, la burgesia viu d'esquena a una societat barcelonina complexa i marcada pels atemptats anarquistes. El 7 de novembre de 1893, el Liceu era ple de gom a gom. Maragall també hi era. Des del quart pis, l'anarquista Santiago Salvador llençà dues bombes orsini a la platea. Només n'esclata una, però causa vint morts. Maragall queda molt impressionat i en tornar a casa escriu Paternal.